# タッチストン
タッチストン（Touchstone、1831年 - 1861年）は、イギリスの競走馬である。1830年代に活躍したステイヤーであり、種牡馬としても成功。通算で4度のイギリスリーディングサイアーを獲得した。馬名は試金石の意。
父カメルは馬体にも競走成績にも見るところのないサラブレッドで、その父ホエールボーンは、カメルのほかに現在の主流父系（エクリプス系参照）に繋がるサーハーキュリーズを出しており、父系的には主流との分岐点にあたる。母系はのちに14号族と呼ばれる牝系に属し、母バンターは14-a族の祖となった繁殖牝馬である。また、全弟ランスロットは1840年セントレジャーステークスに優勝している。
このような血統背景を持ち初代ウェストミンスター侯爵に生産されたタッチストンもまた、父に似て不格好な馬体の持ち主で体高も15ハンド（約152.4センチメートル）にすぎず、タダでももらい手がなかったほどであるが、3歳秋に本格化すると、当時エプソムダービーよりも権威が高かったセントレジャーステークスに41倍の低評価で出走。プラムに4馬身の差を付け優勝した。
古馬となってもドンカスターカップ連覇（1835,1836年）、アスコットゴールドカップ連覇（1836,1837年）などの戦績を残し、生涯に少なくとも21戦の競走に出走し、16勝を挙げた。調教では走らず、本番の競走でも距離が短いと馬が本気にならず勝ちきれなかったという。

## 年度別競走成績
- 1833年（3戦1勝）
- 1834年（7戦5勝） - セントレジャーステークス
- 1835年（8戦6勝） - ドンカスターカップ
- 1836年（3戦3勝） - アスコットゴールドカップ、ドンカスターカップ
- 1837年（1戦1勝） - アスコットゴールドカップ

（判明分のみ）

## 引退後
引退後は初代ウェストミンスター侯爵のもとで種牡馬として供用され、1842,1843,1848,1855年の4度リーディングサイアーになり、サープライス、オーランド、ニューミンスターなどの優秀馬を輩出した。オーランドとニューミンスターは種牡馬としても成功し、現代まで父系直系子孫が残っている。また、母系に入っての影響力もすばらしい。一例として、ヴュイエ大佐の研究では、19世紀のサラブレッドのうちガロピン、セントサイモン親子に次ぐ影響力を残したという結果が出ている。生涯で343頭の産駒を輩出し、それらが合計で738勝を挙げた。

## おもな産駒
- オーランド（エプソムダービー、リーディングサイアー3回）
- コザーストン（エプソムダービー、2000ギニー）
- サープライス（エプソムダービー、セントレジャーステークス）
- ニューミンスター（セントレジャーステークス、リーディングサイアー2回）
- フラットキャッチャー（2000ギニー）
- ナニキルク（2000ギニー）
- ロードオブジアイルズ（2000ギニー）
- メンディカント（1000ギニー、オークス）
- ブルーボンネット（セントレジャーステークス）

## 血統表
| タッチストンの血統（エクリプス系 / Alexander5×3=15.62% ほか4×5が右の3頭、Sir Peter Teazle,Buzzard,Eclipse） | タッチストンの血統（エクリプス系 / Alexander5×3=15.62% ほか4×5が右の3頭、Sir Peter Teazle,Buzzard,Eclipse） | タッチストンの血統（エクリプス系 / Alexander5×3=15.62% ほか4×5が右の3頭、Sir Peter Teazle,Buzzard,Eclipse） | （血統表の出典） | （血統表の出典） |
| 父 Camel 1822年 黒鹿毛                                                                                      | 父の父Whalebone 1807年                                                                                      | Waxy | Pot 8O's         | Pot 8O's         |
| 父 Camel 1822年 黒鹿毛                                                                                      | 父の父Whalebone 1807年                                                                                      | Waxy | Maria            |                  |
| 父 Camel 1822年 黒鹿毛                                                                                      | 父の父Whalebone 1807年                                                                                      | Penelope | Trumpator        | Trumpator        |
| 父 Camel 1822年 黒鹿毛                                                                                      | 父の父Whalebone 1807年                                                                                      | Penelope | Prunella         |                  |
| 父 Camel 1822年 黒鹿毛                                                                                      | 父の母Selim Mare 1812年                                                                                     | Selim | Buzzard          | Buzzard          |
| 父 Camel 1822年 黒鹿毛                                                                                      | 父の母Selim Mare 1812年                                                                                     | Selim | Alexander Mare   |                  |
| 父 Camel 1822年 黒鹿毛                                                                                      | 父の母Selim Mare 1812年                                                                                     | Maiden | Sir Peter Teazle | Sir Peter Teazle |
| 父 Camel 1822年 黒鹿毛                                                                                      | 父の母Selim Mare 1812年                                                                                     | Maiden | Phoenomenon Mare |                  |
| 母 Banter 1826年 黒鹿毛 F-No.14-a                                                                           | 母の父Master Henry 1815年                                                                                   | Orville | Beningbrough     | Beningbrough     |
| 母 Banter 1826年 黒鹿毛 F-No.14-a                                                                           | 母の父Master Henry 1815年                                                                                   | Orville | Evelina          |                  |
| 母 Banter 1826年 黒鹿毛 F-No.14-a                                                                           | 母の父Master Henry 1815年                                                                                   | Miss Sophia                                                                                                 | Stamford         | Stamford         |
| 母 Banter 1826年 黒鹿毛 F-No.14-a                                                                           | 母の父Master Henry 1815年                                                                                   | Miss Sophia                                                                                                 | Sophia           |                  |
| 母 Banter 1826年 黒鹿毛 F-No.14-a                                                                           | 母の母Boadicea 1807年                                                                                       | Alexander                                                                                                   | Eclipse          | Eclipse          |
| 母 Banter 1826年 黒鹿毛 F-No.14-a                                                                           | 母の母Boadicea 1807年                                                                                       | Alexander                                                                                                   | Grecian Princess |                  |
| 母 Banter 1826年 黒鹿毛 F-No.14-a                                                                           | 母の母Boadicea 1807年                                                                                       | Brunette | Amaranthus       | Amaranthus       |
| 母 Banter 1826年 黒鹿毛 F-No.14-a                                                                           | 母の母Boadicea 1807年                                                                                       | Brunette | Mayfly F-No.14   |                  |